# Verde chiaro
Mostrato a destra è il colore verde chiaro.
Il colore HTML verde è in qualche modo simile al verde chiaro, con una hex di 00FF00, in confronto a quella del verde che è di 66FF00.